# Ambleside (římská pevnost)
Římská pevnost Ambleside je pozůstatek pevnosti z doby římské provincie zvané Britannia. Tyto ruiny byly předběžně označovány Galava, případně Clanoventa, o nichž se zmiňuje Antoninův itinerář. Pocházejí z 1. nebo 2. století našeho letopočtu, nacházejí se na severním břehu jezera Windermere u Waterheadu v blízkosti města Ambleside v anglickém hrabství Cumbria v Jezerní oblasti, na území tamějšího národního parku.
Pevnost střežila římskou silnici z vesnice Brougham do města Ravenglass. Předpokládá se také, že z ní vedla cesta na jih do pevnosti v Kendalu. Podle zprávy z roku 2016 byla pomocí technologie LIDAR nalezena římská silnice vedoucí na sever z pevnosti Ambleside do Carlisle a další cesta mířící na severozápad do vesnice Papcastle. Tyto silnice v 18. století popsal John Horsley v díle Britannia Romana z roku 1732.
Zříceniny jsou chráněnou památkou. Lokalita přístupná veřejnosti je v majetku a správě neziskové organizace National Trust.

## Poloha
Římská pevnost Ambleside leží necelý kilometr (0,8 km) na jih od středu města Ambleside, na severním konci jezera Windermere, na východním břehu řek Brathay a Rothay, na poli známém jako Borrans Field.
Zbytky pevnosti se nacházejí na pískové a štěrkové plošině v Borrans Fields, která se zvolna zvedá z břehu jezera. Pevnost je ve výšce necelé 2 metry nad jeho hladinou. Na jih a na západ od ní jsou bažiny a v severní části Borrans Field se zvedá skalní výběžek. Skalní podloží tvoří sopečný tuf překrytý naplaveninami.

## Identifikace
Předpokládá se, že název pevnosti je zaznamenán na trase X Antoninova itineráře. Tato trasa zaznamenává v severozápadní Anglii devět místních jmen. Rivet a Smith v roce 1979 navrhli, že trasa vedla od bezpečně identifikovaného Bremetonnaci (vesnice dnes zvaná Ribchester) do města Ravenglass na pobřeží Cumbria a že pevnost v Ambleside v Antoninově itineráři figuruje pod názvem Galava; na tom v té době panovala shoda. Římská jména ale neodpovídala místním jménům v itineráři a místní topografii.
Návrhy alternativních tras, které by jí vyhovovaly, vedly k výrazné odchylce od zaznamenané vzdálenosti mezi Alone (jíž byl přiřazen název Watercrook) a Galavou. Ian Smith navrhl problém vyřešit tím, že na základě etymologických důvodů ztotožnil Alone s Lancasterem a Galavu posunul k řece Bela, pravděpodobně v Beethamu v Cumbrii. Z Beethamu by pak trasa vedla do vnitrozemí a Clanoventa by byla ztotožněna s Ambleside.
Clanoventa se vykládá jako „pobřežní trh, město nebo pole“ a Smith pokládá tento název za vhodnější než Galava vzhledem k poloze u jezera a faktu, že Galava znamená „silný nebo prudký proud“.
Novější publikace, například práce archeologa Davida Shottera, předběžně podporují názor, že římská pevnost v Ambleside je Clanoventa.

## Historie lokality
Nejstarší, menší verze pevnosti byla pravděpodobně založena v době Agricolově (80–85 n. l.). Posádka v ní zůstala přinejmenším do roku 365. Dříve panoval názor, že místo mohlo být opuštěno po roce 85 a znovu obsazeno v době císaře Hadriána (117–138).
Novější analýza hrnčířských výrobků nalezených u pevnosti však neprokázala žádné přerušení obývání mezi lety 100 a 160. Vykopávky ve věžích naznačují, že pevnost byla zničena jednou nebo dvakrát ve 2. nebo 3. století, ale důkazy jsou nejasné.
U pevnosti zřejmě byla velká civilní osada, lokálně významné obchodní středisko, která sahala přinejmenším 800 m na sever.

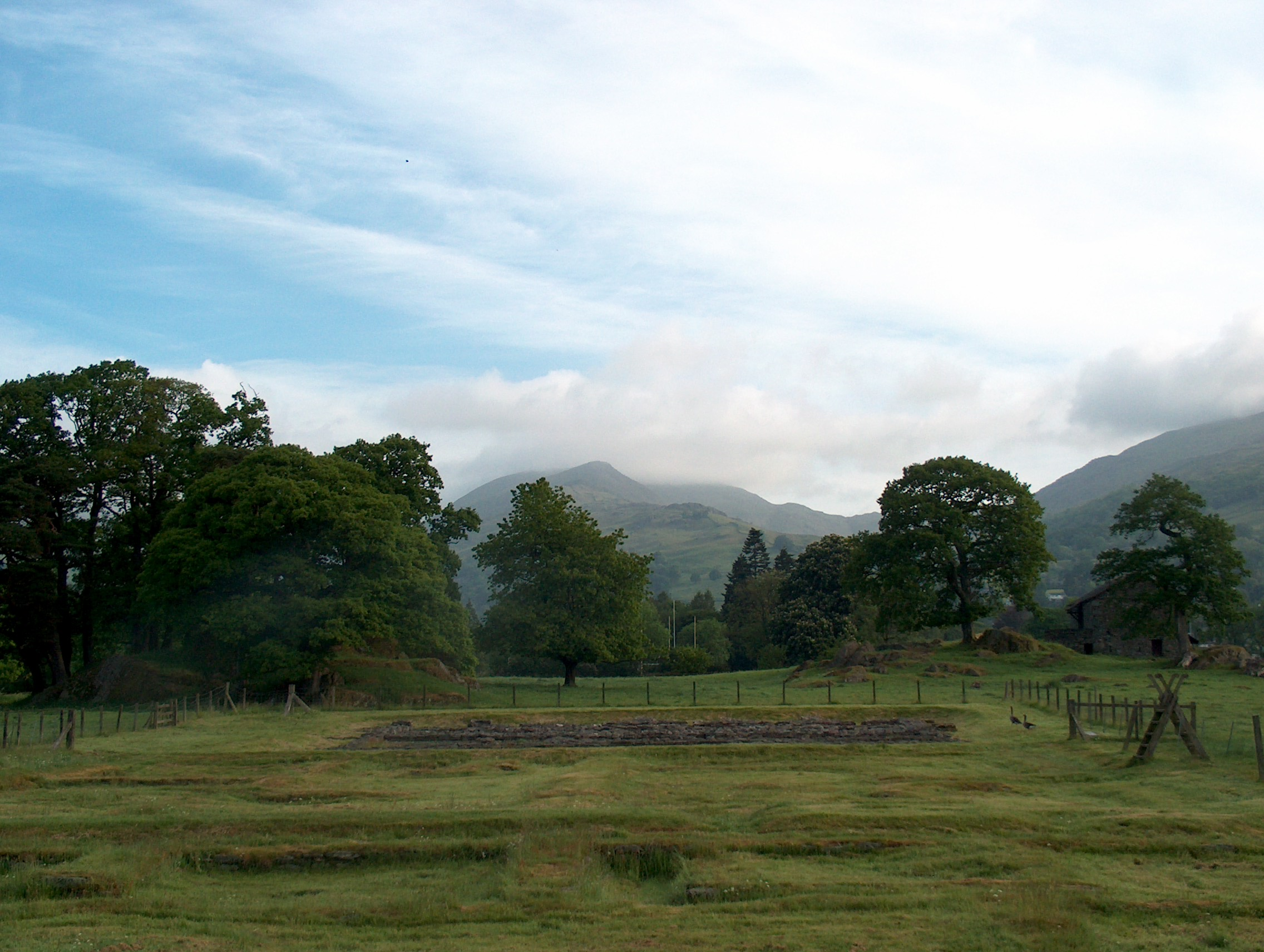
Římská pevnost Ambleside

### 20. století
Pozemek pevnosti byl darován organizaci National Trust v roce 1913, poté, co byl zakoupen díky finančním darům, z nichž významná část byla shromážděna od obyvatel blízkého okolí.
Zbytky pevnosti vykopal ve druhém desetiletí 20. století historik Robin G. Collingwood, který se podílel na získávání finančních prostředků na záchranu pozůstatků pevnosti, neboť na tom místě hrozila nová výstavba. Zkoumal brány, hradby, věže, stavby ve středu pevnosti a kasárenské budovy. Během těchto vykopávek byly poblíž budov v centru objeveny pozůstatky dávnější pevnosti; její příkopy a hradby. Starší pevnost byla pravděpodobně menší než ta postavená později.
Vykopávky rozsáhlého římsko-britského osídlení u pevnosti byly provedeny v šedesátých a sedmdesátých letech 20. století a k dalšímu zkoumání došlo v osmdesátých letech.
Geofyzikální průzkum, který provedl v roce 2013 Oxford Archeology North, zaznamenal obrys pevnosti, část vnitřního půdorysu, dvě ze čtyř rohových věží, část hradeb a některé detaily z vnějšího obranného systému. Průzkum také naznačil, že na sever od pevnosti by mohly být nalezeny zbytky civilní osady.

## Popis římské pevnosti

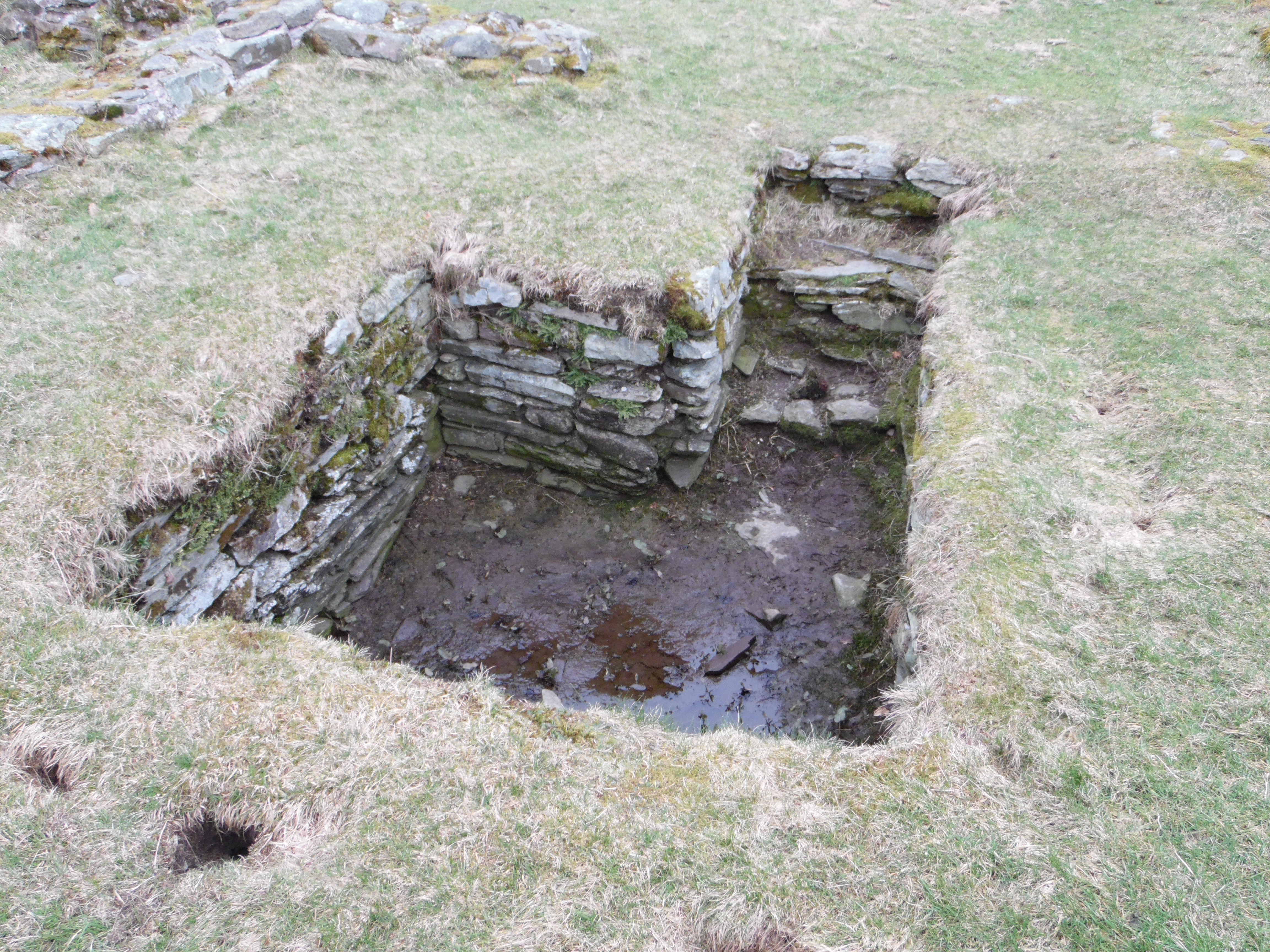
Zbytky budovy II (trezor)

Pevnost měla tvar obdélníku o rozměrech přibližně 91krát 128 metrů a plochu 1,2 hektaru. V rozích stály věže a chráněna byla kamennou zdí o tloušťce 1,2 metru. K hradbě zevnitř přiléhala hliněná rampa a před pevností byl vykopán příkop, který ji celou obklopoval.
Přístup k pevnosti umožňovaly čtyři brány, jedna na každé straně. Tři byly úzké, jen východní brána měla dvojnásobnou šířku a po obou stranách stanoviště strážných. Od ní vedla silnice přes Borransův park.
Hlavní budovy tvořily řadu, která šla středem pevnosti.
Kasárna byla alespoň částečně postavena ze dřeva.

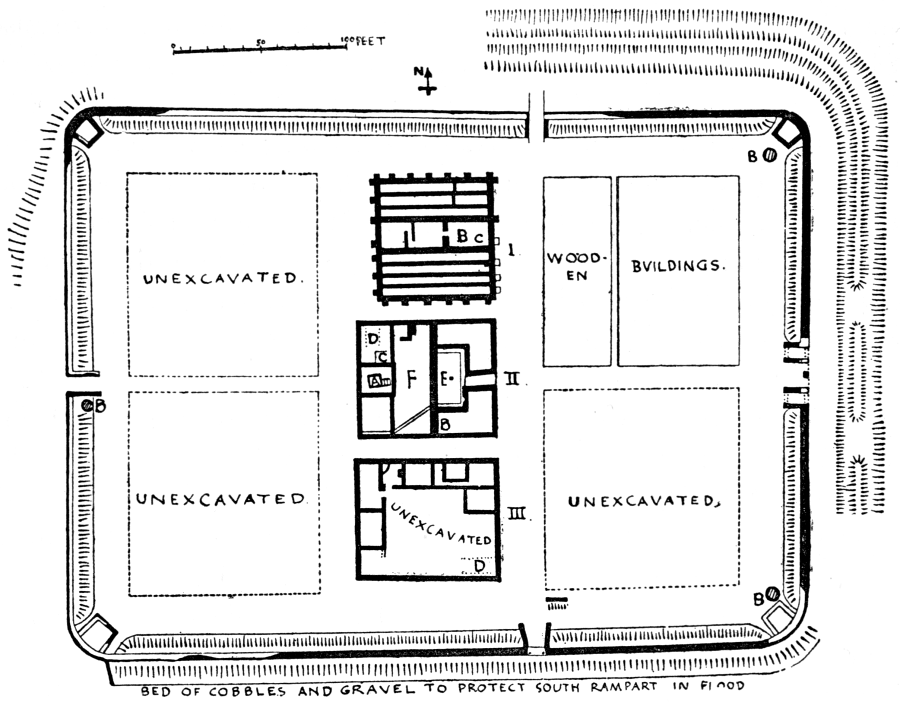
Plánek pevnosti Ambleside publikovaný v roce 1915. I. sýpky; II. velitelství; III. dům velitele; A. sklep; B. ohniště nebo pec; C. sklad kukuřice; D. příkop, který pravděpodobně chránil nejstarší pevnost; E. vnější dvůr velitelství; F. vnitřní dvůr

Budova I sestávala z dvojice sýpek, oddělených prostorem širokým 4,6 m, kde stávaly pece. Ty spolu se zbytky obilovin naznačují, že se tam sušilo obilí. Není známo, zda tato část byla zastřešená. Samotné sýpky měřily každá 20 m ve směru východ-západ a měly standardní římský půdorys a opěrnou zeď. Díky oknům tam bylo možné větrat. Sýpky byly nejméně jednou přestavěny.
Budova II, Principia nebo Praetorium, se velmi podobá stavbě v Hardknottu, zhruba 16 km na západ. Měřila 21krát 23 metrů. Vstupovalo se do ní z východu, měla dva dvory a tři místnosti, orientované dovnitř. Sacellum sloužilo k ukládání oltářů a standart posádky. Měla sklep, kam se sestupovalo po kamenných schodech; pravděpodobně se používal jako trezor pro finanční hotovost. Strop byl pravděpodobně ze dřeva.
V severní části budovy byly nalezeny zbytky nádob na obilí, jinde též pozůstatky krbu nebo pece.
V budově III byl dům velitele. Měla dvě podlaží  a měřil 21krát 24 metry, což odpovídalo standardnímu plánu místností soustředěných kolem malého dvora uvnitř.

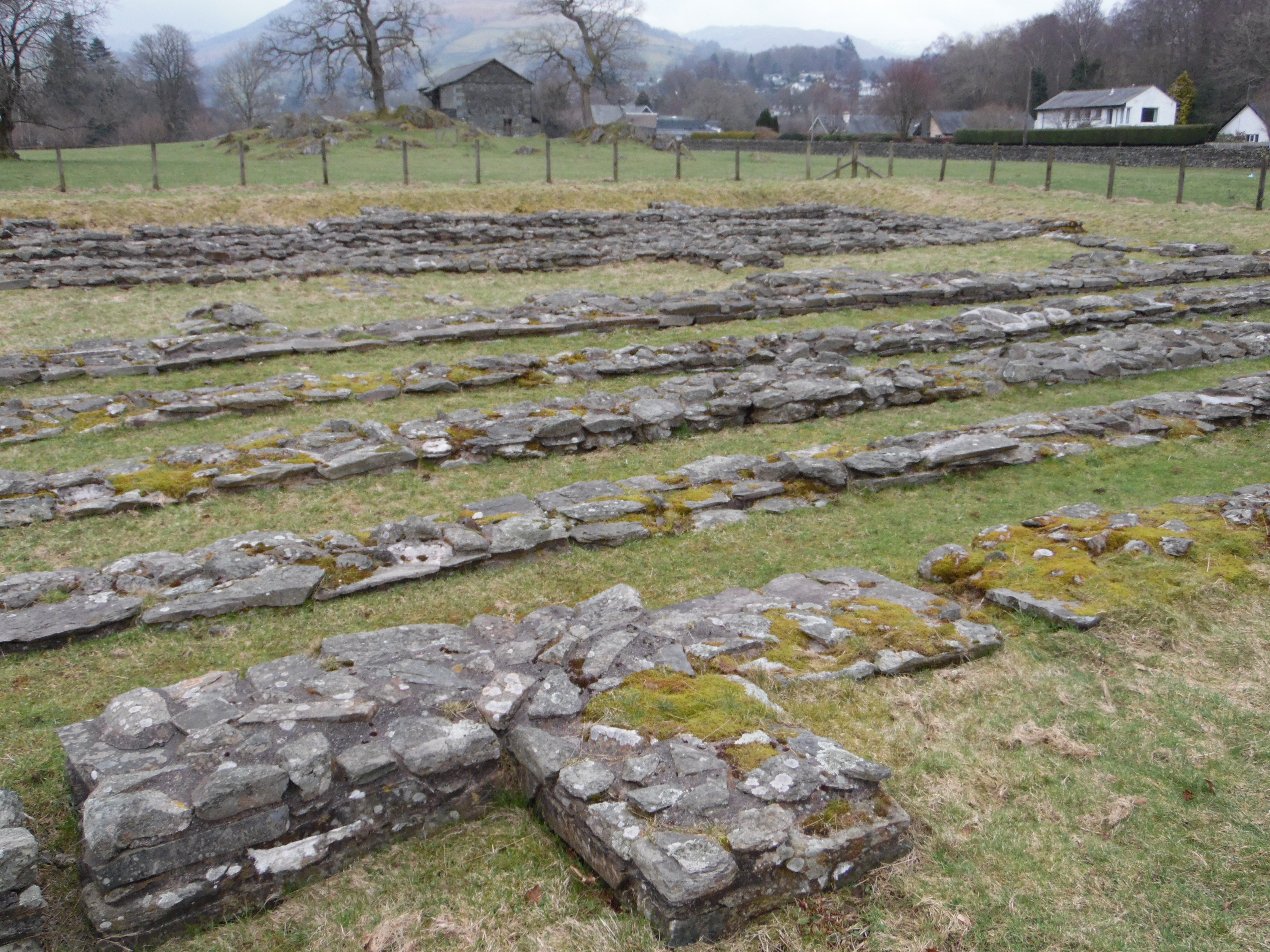
Pozůstatky pevnosti Ambleside

## Další nálezy
Náhrobek nalezený v Ambleside nesl nápis „zabit v pevnosti nepřítelem“, což naznačuje, že pevnost byla napadena, ale římská nadvláda v tomto kraji pokračovala.
Nálezy z vykopávek z počátku 20. století zahrnovaly některé mince císařoven Faustiny mladší (161–175), Iulie Domny (193–217) a císaře Valenta (364–378). Keramické nálezy zahrnovaly terra sigillata datované přibližně do roku 80 a později; včetně několika kusů německé terra sigillata. K dalším nálezům patřila stříbrná lžíce, kousky skla, řada bronzových a železných artefaktů, miska z olova a sedm olověných střel do praku.
Během zkoumání spojeného s výstavbou silnic v roce 1982 byl poblíž pevnosti nalezen náramek z krouceného zlatého drátu a řada úlomků keramiky, přičemž většina pochází z období vlády císaře Hadriána a z počátků vlády Antonina Pia.

## Možnost vstupu
Lokalita je přístupná veřejnosti. Nálezy jsou vystaveny v muzeu zvaném Kendal Museum.
Psi na vodítku vítáni.